# Regis Toomey
John Regis Toomey (13 de agosto de 1898 – 12 de octubre de 1991) fue un actor cinematográfico y televisivo estadounidense.

## Biografía
Nacido en Pittsburgh, Pennsylvania, era uno de los cuatro hijos de Francis X. y Mary Ellen Toomey. Estudió en la Peabody High School y, aunque sopesó estudiar derecho, finalmente decidió dedicarse a la actuación, comenzando como intérprete en obras teatrales musicales.
Estudió drama en la Universidad de Pittsburgh, donde perteneció a la fraternidad Sigma Chi. Toomey empezó en el teatro de verano y finalmente llegó a trabajar en Broadway. Toomey cantaba en el escenario hasta que a causa de problemas de garganta (laringitis) viajando por Europa tuvo que abandonar esta faceta de su carrera. En 1929 Toomey debutó en el cine, asentándose finalmente como actor de carácter.  
Toomey actuó en más de 180 filmes, incluyendo clásicos como The Big Sleep, con Humphrey Bogart. En 1956 interpretó a un juez, junto a Chuck Connors en el papel de "Andy", en el tercer episodio, "The Nevada Nightingale", de la serie de la NBC The Joseph Cotten Show. Toomey posteriormente también participó en el capítulo "The Doctor and the Redhead" de la serie de la CBS The DuPont Show with June Allyson, con Dick Powell y Felicia Farr. En la temporada televisiva 1961-1962 hizo un papel de reparto junto a George Nader en el drama criminal Shannon. Entre 1963 y 1966 Toomey fue una de las estrellas de la producción de la ABC Burke's Law, con Gene Barry, interpretando al sargento Les Hart, uno de los detectives que asisten al protagonista. Además, fue artista invitado en docenas de programas televisivos, incluyendo la serie Maverick.
En 1941 Toomey actuó en You're in the Army Now, película en la cual él y Jane Wyman se dan el beso más largo de la historia del cine: 3 minutos y 5 segundos. 
Regis Toomey falleció en Los Ángeles, California, en 1991. Fue incinerado, y sus cenizas esparcidas en el mar.

## Filmografía seleccionada
- Other Men's Women (1930)
- Street of Chance (1930)
- Graft (1931)
- Shopworn (Cruel desengaño) (1932)
- Murder on the Blackboard (1934)
- G Men (1935)
- The Invisible Menace (1938)
- The Phantom Creeps (serial de 1939)
- Unión Pacífico (1939)
- Confessions of a Nazi Spy (1939, no acreditado)
- Thunder Afloat (1939)
- His Girl Friday (Luna nueva, 1940)
- Northwest Passage (1940)
- Policía montada del Canadá (1940)
- Arizona (1940)
- Meet John Doe (1941)
- Dive Bomber (1941)
- Murieron con las botas puestas (1941)
- You're in the Army Now (1941)
- Tennessee Johnson (1942)
- Adventures of the Flying Cadets (serial de 1943)
- Destroyer (1943)
- La dama desconocida (1944)
- Follow the Boys (Sueños de gloria) (1944)
- Song of the Open Road (1944)
- Spellbound (1945)
- Follow That Woman (1945)
- The Big Sleep (1946)
- The Guilty (1947)
- The Bishop's Wife (La mujer del obispo, 1947)
- Raw Deal (1948)
- Station West (1948)
- The Boy with Green Hair (El muchacho de los cabellos verdes) (1948)
- Mighty Joe Young (El gran gorila, 1949)
- Come to the Stable (Hablan las campanas) (1949)
- The Devil's Henchman (1949)
- Beyond the Forest (1949)
- Cry Danger (1951)
- Show Boat (1951)
- My Pal Gus (1952)
- Island in the Sky (El infierno blanco) (1953)
- The High and the Mighty (1954)
- Guys and Dolls (Ellos y ellas, 1955)
- The Last Sunset (1961)
- Voyage to the Bottom of the Sea (1961)
- Man's Favorite Sport? (1964)
- Gunn (1967)
- Change of Habit (1969)